# 大通湖管理区
大通湖管理区为湖南省益阳市所辖县级行政管理区，地处南洞庭湖滨湖地区，跨南县和沅江市。除行政、财税外，大通湖管理区其他事务包括民事、区划与统计等全部归入南县。邮政编码：413207

## 历史沿革
根据湖南省人民政府2000年1月24日作出的《关于国有大中型农场体制改革的意见》规定，在规模较大的农场设立管理区，规模较小且地理位置毗邻的合并设立。管理区设管理委员会，作为上一级政府的派出机构，比照县政府赋予职能职权，全面负责管理区域内的经济社会事务。规模较小又单个存在的农场改为乡、镇建制，并入所在县市区。2000年8月成立益阳市大通湖管理区，由原大通湖农场、北洲农场、金盆农场、千山红农场四大国营农场和大通湖渔场组建，并兼管南湾湖军垦农场。2013年沙堡洲办事处改为沙堡洲镇，2015年并入河坝镇。

## 行政区划
大通湖管理区下辖4个镇、1个办事处：
河坝镇、金盆镇、北洲子镇、南湾湖办事处和千山红镇。